# Паляжа
Паляжа́ (кат. Pallejà, вимова літературною каталанською [pəʎə'ʒa]) - муніципалітет, розташований в Автономній області Каталонія, в Іспанії. Код муніципалітету за номенклатурою Інституту статистики Каталонії - 81574. Знаходиться у районі (кумарці) Баш-Любрагат (коди району - 11 та BT) провінції Барселона, згідно з новою адміністративною реформою перебуватиме у складі баґарії (округи) Барселона. 

## Назва муніципалітету
Назва муніципалітету походить від лат. Pallidius (власне ім'я).

## Населення
Населення міста (у 2007 р.) становить 10.819 осіб (з них менше 14 років - 18,3%, від 15 до 64 - 70,8%, понад 65 років - 10,8%). У 2006 р. народжуваність склала 163 особи, смертність - 73 особи, зареєстровано 51 шлюб. У 2001 р. активне населення становило 4.358 осіб, з них безробітних - 376 осіб.

Серед осіб, які проживали на території міста у 2001 р., 5.644 народилися в Каталонії (з них 1.855 осіб у тому самому районі, або кумарці), 2.445 осіб приїхало з інших областей Іспанії, а 310 осіб приїхало з-за кордону. 

Вищу освіту має 12,3% усього населення. 

У 2001 р. нараховувалося 2.856 домогосподарств (з них 15,4% складалися з однієї особи, 28% з двох осіб,22,9% з 3 осіб, 23,6% з 4 осіб, 7,2% з 5 осіб, 1,9% з 6 осіб, 0,6% з 7 осіб, 0,3% з 8 осіб і 0% з 9 і більше осіб).

Активне населення міста у 2001 р. працювало у таких сферах діяльності : у сільському господарстві - 0,5%, у промисловості - 37,5%, на будівництві - 7,4% і у сфері обслуговування - 54,6%. 

 У муніципалітеті або у власному районі (кумарці) працює 2.649 осіб, поза районом - 3.108 осіб.

### Доходи населення
У 2002 р. доходи населення розподілялися таким чином :
| \| Доходи населення за статтями доходів \| Доходи населення за статтями доходів \| Доходи населення за статтями доходів \| \| Рік \| 2002 р. \| 2001 р. \| \| ------------------------------------ \| ------------------------------------ \| ------------------------------------ \| \| Заробітна платня \| 68,7% \| 69,6% \| \| Доходи від ведення бізнесу \| 21,2% \| 20,8% \| \| Соціальна допомога \| 10,1% \| 9,6% \| |         |         |
| Доходи населення за статтями доходів |         |         |
| Рік | 2002 р. | 2001 р. |
| Заробітна платня | 68,7%   | 69,6%   |
| Доходи від ведення бізнесу | 21,2%   | 20,8%   |
| Соціальна допомога | 10,1%   | 9,6%    |

### Безробіття
У 2007 р. нараховувалося 354 безробітних (у 2006 р. - 364 безробітних), з них чоловіки становили 32,5%, а жінки - 67,5%.

## Економіка
У 1996 р. валовий внутрішній продукт розподілявся по сферах діяльності таким чином :
| \| Валовий внутрішній продукт \| Валовий внутрішній продукт \| Валовий внутрішній продукт \| \| Рік \| 1996 р. \| 1991 р. \| \| -------------------------- \| -------------------------- \| -------------------------- \| \| Сільське господарство \| 0% \| 0% \| \| Промисловість \| 29,5% \| 0% \| \| Будівництво \| 8,9% \| 0% \| \| Послуги \| 61,6% \| 0% \| |         |         |
| Валовий внутрішній продукт |         |         |
| Рік | 1996 р. | 1991 р. |
| Сільське господарство | 0%      | 0%      |
| Промисловість | 29,5%   | 0%      |
| Будівництво | 8,9%    | 0%      |
| Послуги | 61,6%   | 0%      |

### Підприємства міста

#### Промислові підприємства
| \| Промислові підприємства міста, за сферою діяльності \| Промислові підприємства міста, за сферою діяльності \| Промислові підприємства міста, за сферою діяльності \| \| Рік \| 2002 р. \| 2001 р. \| \| --------------------------------------------------- \| --------------------------------------------------- \| --------------------------------------------------- \| \| Енергетичні та водні ресурси \| 2,6% \| 2,7% \| \| Хімія та метали \| 1,3% \| 1,4% \| \| Переробка металів \| 55,3% \| 54,1% \| \| Продукти харчування \| 6,6% \| 5,4% \| \| Текстиль \| 11,8% \| 10,8% \| \| Виробництво меблів, видання \| 17,1% \| 21,6% \| \| Інше \| 5,3% \| 4,1% \| \| Усього підприємств \| 76 \| 74 \| |         |         |
| Промислові підприємства міста, за сферою діяльності |         |         |
| Рік | 2002 р. | 2001 р. |
| Енергетичні та водні ресурси | 2,6%    | 2,7%    |
| Хімія та метали | 1,3%    | 1,4%    |
| Переробка металів | 55,3%   | 54,1%   |
| Продукти харчування | 6,6%    | 5,4%    |
| Текстиль | 11,8%   | 10,8%   |
| Виробництво меблів, видання | 17,1%   | 21,6%   |
| Інше | 5,3%    | 4,1%    |
| Усього підприємств | 76      | 74      |

#### Роздрібна торгівля
| \| Підприємства роздрібної торгівлі міста, за сферою діяльності \| Підприємства роздрібної торгівлі міста, за сферою діяльності \| Підприємства роздрібної торгівлі міста, за сферою діяльності \| \| Рік \| 2002 р. \| 2001 р. \| \| ------------------------------------------------------------ \| ------------------------------------------------------------ \| ------------------------------------------------------------ \| \| Продукти харчування \| 39,8% \| 41,8% \| \| Одяг та взуття \| 16,7% \| 14,5% \| \| Товари для дому \| 9,3% \| 7,3% \| \| Книги та періодичні видання \| 1,9% \| 4,5% \| \| Промислова хімічна продукція \| 6,5% \| 5,5% \| \| Продукція, пов'язана з транспортними засобами \| 8,3% \| 7,3% \| \| Інше \| 17,6% \| 19,1% \| \| Усього підприємств \| 108 \| 110 \| |         |         |
| Підприємства роздрібної торгівлі міста, за сферою діяльності |         |         |
| Рік | 2002 р. | 2001 р. |
| Продукти харчування | 39,8%   | 41,8%   |
| Одяг та взуття | 16,7%   | 14,5%   |
| Товари для дому | 9,3%    | 7,3%    |
| Книги та періодичні видання | 1,9%    | 4,5%    |
| Промислова хімічна продукція | 6,5%    | 5,5%    |
| Продукція, пов'язана з транспортними засобами | 8,3%    | 7,3%    |
| Інше | 17,6%   | 19,1%   |
| Усього підприємств | 108     | 110     |

#### Сфера послуг
| \| Підприємства міста, що працюють у сфері послуг, за діяльністю \| Підприємства міста, що працюють у сфері послуг, за діяльністю \| Підприємства міста, що працюють у сфері послуг, за діяльністю \| \| Рік \| 2002 р. \| 2001 р. \| \| ------------------------------------------------------------- \| ------------------------------------------------------------- \| ------------------------------------------------------------- \| \| Гуртова торгівля \| 10,7% \| 12,4% \| \| Готелі та готельний бізнес \| 14,8% \| 14,1% \| \| Транспорт та зв'язок \| 27,7% \| 27,2% \| \| Посередницькі фінансові послуги \| 2,2% \| 2,3% \| \| Послуги підприємствам \| 9,1% \| 9,4% \| \| Послуги фізичним особам \| 19,8% \| 18,5% \| \| Нерухомість та ін. \| 15,7% \| 16,1% \| \| Усього підприємств \| 318 \| 298 \| |         |         |
| Підприємства міста, що працюють у сфері послуг, за діяльністю |         |         |
| Рік | 2002 р. | 2001 р. |
| Гуртова торгівля | 10,7%   | 12,4%   |
| Готелі та готельний бізнес | 14,8%   | 14,1%   |
| Транспорт та зв'язок | 27,7%   | 27,2%   |
| Посередницькі фінансові послуги | 2,2%    | 2,3%    |
| Послуги підприємствам | 9,1%    | 9,4%    |
| Послуги фізичним особам | 19,8%   | 18,5%   |
| Нерухомість та ін. | 15,7%   | 16,1%   |
| Усього підприємств | 318     | 298     |

## Житловий фонд
У 2001 р. 7% усіх родин (домогосподарств) мали житло метражем до 59 м2, 43,3% - від 60 до 89 м2, 27,1% - від 90 до 119 м2 і
22,6% - понад 120 м2.

З усіх будівель у 2001 р. 52,8% було одноповерховими, 27,6% - двоповерховими, 9,8
% - триповерховими, 6,1% - чотириповерховими, 3,7% - п'ятиповерховими, 0,1% - шестиповерховими,
0,1% - семиповерховими, 0% - з вісьмома та більше поверхами.

## Автопарк
| \| Автомобілі, зареєстровані у місті, за призначенням \| Автомобілі, зареєстровані у місті, за призначенням \| Автомобілі, зареєстровані у місті, за призначенням \| \| Рік \| 2006 р. \| 2005 р. \| \| -------------------------------------------------- \| -------------------------------------------------- \| -------------------------------------------------- \| \| Приватні автомобілі \| 66,3% \| 67,6% \| \| Мотоцикли \| 10,6% \| 9,7% \| \| Вантажівки \| 13,9% \| 14,2% \| \| Трактори \| 1,7% \| 1,7% \| \| Автобуси та ін. \| 7,6% \| 6,9% \| \| Усього автомобілів \| 7.674 шт. \| 7.306 шт. \| |           |           |
| Автомобілі, зареєстровані у місті, за призначенням |           |           |
| Рік | 2006 р.   | 2005 р.   |
| Приватні автомобілі | 66,3%     | 67,6%     |
| Мотоцикли | 10,6%     | 9,7%      |
| Вантажівки | 13,9%     | 14,2%     |
| Трактори | 1,7%      | 1,7%      |
| Автобуси та ін. | 7,6%      | 6,9%      |
| Усього автомобілів | 7.674 шт. | 7.306 шт. |

## Вживання каталанської мови
У 2001 р. каталанську мову у місті розуміли 94,7% усього населення (у 1996 р. - 95,1%), вміли говорити нею 72,3% (у 1996 р. - 
71,8%), вміли читати 74,4% (у 1996 р. - 70,8%), вміли писати 49,1
% (у 1996 р. - 42,2%). Не розуміли каталанської мови 5,3%.

## Політичні уподобання
У виборах до Парламенту Каталонії у 2006 р. взяло участь 4.448 осіб (у 2003 р. - 4.605 осіб). Голоси за політичні сили розподілилися таким чином:
| \| Вибори до Парламенту Каталонії \| Вибори до Парламенту Каталонії \| Вибори до Парламенту Каталонії \| \| Рік \| 2006 р. \| 2003 р. \| \| -------------------------------------- \| ------------------------------ \| ------------------------------ \| \| Конвергенція та Єднання (CiU) \| 28,1% \| 26,3% \| \| Соціалістична партія Каталонії (PSC) \| 33,1% \| 37,2% \| \| Народна партія (PP) \| 9,6% \| 11% \| \| Ініціатива за Каталонію — Зелені (ICV) \| 11,1% \| 9,7% \| \| Республіканська лівиця Каталонії (ERC) \| 10,9% \| 14,2% \| \| Громадяни — Громадянська партія (C's) \| 4,4% \| 0% \| \| Інші \| 2,8% \| 1,6% \| |         |         |
| Вибори до Парламенту Каталонії |         |         |
| Рік | 2006 р. | 2003 р. |
| Конвергенція та Єднання (CiU) | 28,1%   | 26,3%   |
| Соціалістична партія Каталонії (PSC) | 33,1%   | 37,2%   |
| Народна партія (PP) | 9,6%    | 11%     |
| Ініціатива за Каталонію — Зелені (ICV) | 11,1%   | 9,7%    |
| Республіканська лівиця Каталонії (ERC) | 10,9%   | 14,2%   |
| Громадяни — Громадянська партія (C's) | 4,4%    | 0%      |
| Інші | 2,8%    | 1,6%    |

У муніципальних виборах у 2007 р. взяло участь 5.105 осіб (у 2003 р. - 4.884 особи). Голоси за політичні сили розподілилися таким чином:
| \| Муніципальні вибори \| Муніципальні вибори \| Муніципальні вибори \| \| Рік \| 2007 р. \| 2003 р. \| \| -------------------------------------- \| ------------------- \| ------------------- \| \| Конвергенція та Єднання (CiU) \| 28,5% \| 25,3% \| \| Соціалістична партія Каталонії (PSC) \| 22,6% \| 17,5% \| \| Народна партія (PP) \| 2,9% \| 4,9% \| \| Ініціатива за Каталонію — Зелені (ICV) \| 24% \| 30,6% \| \| Республіканська лівиця Каталонії (ERC) \| 2,7% \| 8,4% \| \| Громадяни — Громадянська партія (C's) \| 0% \| 0% \| \| Інші \| 19,2% \| 13,4% \| |         |         |
| Муніципальні вибори |         |         |
| Рік | 2007 р. | 2003 р. |
| Конвергенція та Єднання (CiU) | 28,5%   | 25,3%   |
| Соціалістична партія Каталонії (PSC) | 22,6%   | 17,5%   |
| Народна партія (PP) | 2,9%    | 4,9%    |
| Ініціатива за Каталонію — Зелені (ICV) | 24%     | 30,6%   |
| Республіканська лівиця Каталонії (ERC) | 2,7%    | 8,4%    |
| Громадяни — Громадянська партія (C's) | 0%      | 0%      |
| Інші | 19,2%   | 13,4%   |